# Youth in the Shade
Singles
1. In Bloom
Sortie : 10 juillet 2023

Youth in the Shade est le premier extended play du boys band sud-coréen Zerobaseone. Il sort le 10 juillet 2023, édité par WakeOne et comporte six chansons, dont le single, « In Bloom ».
Le single « In Bloom » utilise un sample de « Take on Me » du groupe norvégien A-ha.

## Contexte et sortie
Zerobaseone a été formé par Boys Planet, une émission de télé-réalité, diffusée du 2 février au 20 avril 2023. Les membres du groupe ont été annoncés lors de la finale de l'émission, qui a été diffusée en direct le 20 avril.
Deux teasers pour le clip vidéo de « In Bloom » sont dévoilés par le groupe le 6 juillet et 9 juillet,.

## Réception
Les précommandes pour l'EP ont dépassé 780 000 exemplaires en cinq jours et 1,08 million de copies en 13 jours, battant le record du premier album de K-pop le plus précommandé et devenant le premier album de K-pop à se vendre à plus d'un million d'exemplaires,.

## Liste des pistes
| 1.    | Back to Zerobase           | - Jo Yoon-kyung - Danke - Seo Ji-eum - Seulli (MUMW) - Yi Yi-jin | - Will Lansley (Punctual) - John Morgan (Punctual) - Jordan Shaw - Danny Shah              | - Lansley - Morgan - Shaw - Shah                            | 2:45 |
| 2.    | In Bloom                   | - Seo Young-joon - Danke - Jo - Yi - Seo - Rum (MUMW) - Jeon Hye-hyung (MUMW) | - Imsuho - Niko - MLC - Gabriel Brandes                                                    | - Imsuho - Niko                                             | 3:00 |
| 3.    | New Kidz on the Block      | Jo | - Imsuho (Ntrophy/P.Maker) - Niko (Ntrophy/P.Maker) - Andreas Ohrn                         | - Imsuho - Niko                                             | 3:32 |
| 4.    | And I (우주먼지)           | - Jeong Se-hee (MUMW) - Young (MUMW) | - Val Del Prete (Artiffect) - Moon Kim - Nild (MonoTree) - Lee Seung-hoon - Haring - Orom  | - Nild - Lee - Haring - Orom                                | 3:15 |
| 5.    | Our Season                 | - Ji In (PNP) - Jung Yeon-ji (Artiffect) - Yoon Na-ra (Artiffect) - Yoo Ga-young (Artiffect) - Vendors (Collin) - Alphabet (153/Joombas) - Kim So-ha (Artiffect) - Kim Hye-jeong (PNP) - Yoon (Artiffect) - Jung Ha-ri & Choi Bo-ra (153/Joombas) - Na Jung-ah (153/Joombas) - Song Yoo (Artiffect) - Cian (Artiffect) | - El Capitxn - Andy Love - Vendors (Prnce) - Vendors (Chiller) - Vendors (Collin) - Haring | - El Capitxn - Vendors (Prnce) - Haring - Vendors (Chiller) | 2:57 |
| 6.    | Always (Solo de Zhang Hao) | Yi | - Imsuho - Niko - Dr. Han (Ntrophy/P.Maker) - Julie Yu - Elias Öberg                       | - Imsuho - Niko - Dr. Han                                   | 2:09 |
| 17:42 |                            | |                                                                                            |                                                             |      |

## Historique de sortie
| Pays         | Date            | Format                          | Label    |
| ------------ | --------------- | ------------------------------- | -------- |
| Corée du Sud | 10 juillet 2023 | - CD - téléchargement numérique | Wake One |
| Mondial      | 10 juillet 2023 | téléchargement numérique        | Wake One |